# Biologisk og socialt køn
Skelnen mellem biologisk og socialt køn (engelsk: sex and gender) er en skelnen mellem en persons biologiske køn (engelsk: sex), der fastslås fra personens forplantningssystems anatomi samt sekundære kønskarakterer, og personens sociale køn (engelsk: gender), der kan henvise til enten sociale roller baseret på personens biologiske køn (kønsroller) eller personlig identifikation af ens eget sociale køn baseret på en intern bevidsthed (kønsidentitet). I nogle tilfælde stemmer en persons biologiske køn fra fødslen (fødselskøn) ikke overens med deres sociale køn, og personen kan derfor være transkønnet. I andre tilfælde kan en person have biologiske kønskarakteristika, der komplicerer tildeling af køn ved fødslen, og personen kan derfor være intersex.
Den amerikanske psykiater Robert Stoller anbefalede i sin bog Sex and Gender (1968) at opdele kønsbetegnelsen i det engelske sprog i to, og lade ordet sex betegne det biologiske køn, mens gender skulle betegne det sociale køn. Selvom de to ord på engelsk stadig ofte bruges synonymt har distinktionen alligevel vundet et vist indpas. På dansk, såvel som på sprog såsom fransk, tysk og finsk findes der ikke separate ord til at skelne mellem de to typer køn.